# Phanaeus genieri
Phanaeus genieri là một loài bọ cánh cứng trong họ Bọ hung (Scarabaeidae).